# Historia militar de Japón
La historia militar de Japón se caracteriza por un largo período de guerras feudales, seguido por otro de estabilidad y, posteriormente, una época de imperialismo. Culmina con la derrota japonesa por los aliados en la Segunda Guerra Mundial. Desde entonces, la constitución de Japón prohíbe el uso de la fuerza militar para realizar acciones de guerra contra otros países. 
Sin tener en cuenta la ocupación aliada tras la Segunda Guerra Mundial, las principales islas japonesas nunca han sido invadidas con éxito en toda su historia.

## Prehistoria
Recientes investigaciones arqueológicas han puesto al descubierto evidencias de guerras desde el Período Jōmon (10.000 - 300 a. C.) entre las distintas tribus existentes en el archipiélago japonés. Algunos teóricos creen que poco después del período Yayoi (300 - 250 a. C.), jinetes de la península de Corea invadieron el sur de Kyūshū, y luego, se extendieron hasta el norte de Honshū. Así es como la equitación y las herramientas de hierro se introdujeron por primera vez en el archipiélago.

### Período Jōmon (10 000 - 300 a.C.)
Cerca del final del periodo Jōmon (300 a. C.), algunos pueblos y ciudades llegaron a estar rodeadas de fosos y cercas de madera, debido al aumento de la violencia dentro y fuera de las comunidades. Algunos restos humanos fueron encontrados con heridas de flecha o en la cabeza. Hubo batallas con armas como la espada, honda, lanza, arco y flecha.

### Período Yayoi (300 a.C. - 250 d.C.)

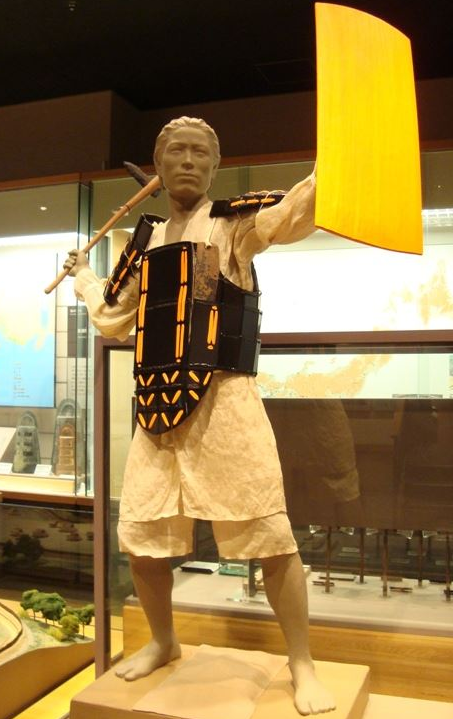
Armadura Yayoi. Museo Nacional de Historia Japonesa.

Tanto los productos hechos de bronce, como las técnicas para fabricarlos, llegaron a lo que se conoce hoy como Japón, a partir del siglo III a. C., provenientes del continente asiático. Se cree que los caballos fueron introducidos en Japón hacia el final de este período (inclusive hasta bien entrada la era Yamato).  
Al igual que el bronce, los implementos y armas de hierro que llegaron más adelante. Sin embargo, los hallazgos arqueológicos sugieren que las armas de bronce y hierro no se utilizaron para la guerra sino después, sobre todo al inicio de la era Yamato. 
Los restos de armas de metal que se encontraron no tienen un desgaste consistente con el uso como arma. La transición del Jōmon a Yayoi, y más tarde al Yamato, fueron los períodos más probables para que ocurrieran luchas violentas, así como el rápido desplazamiento de los nativos por los invasores, cuya tecnología militar era muy superior.
Alrededor de este tiempo, las Wei Chih (o Crónicas Chinas) de la dinastía Han se refieren en un principio a la nación de Wo (o "Wa" en japonés). Según este trabajo, Wa estaba "dividido en más de 100 tribus" y por unos 70 u 80 años hubo muchos disturbios y guerras. 
Cerca de 30 de las comunidades habían sido unidos por una reina-chamán llamada Himiko. Ella envió un emisario llamado Nashonmi con un tributo de esclavos y textiles a Daifang, China, estableciendo así relaciones diplomáticas con Cao Wei (el reino chino de Wei). Cao estaba compitiendo en ese momento con los tres reinos.

## Japón antiguo y clásico

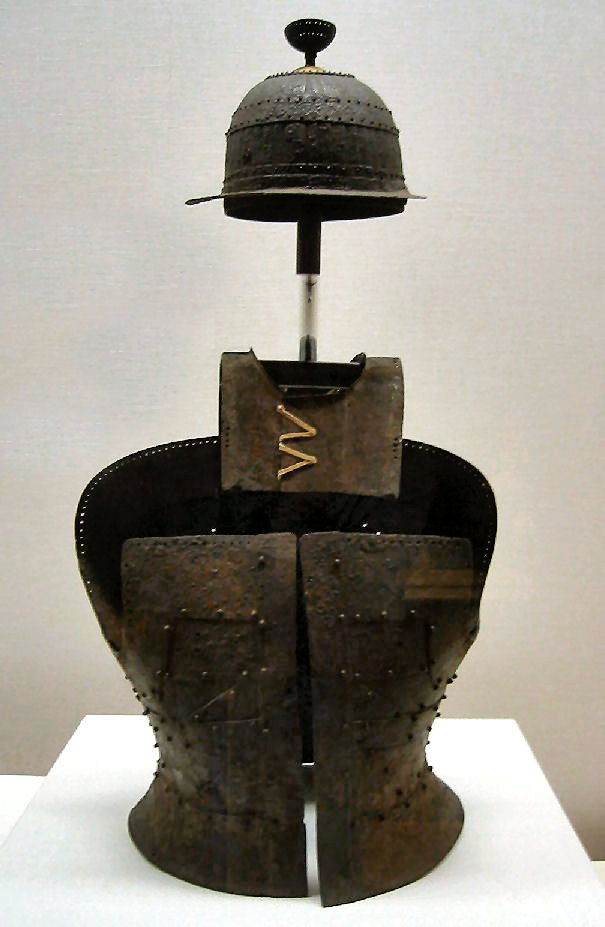
Casco de hierro y armadura con decoración de bronce, Período Kofun,. Museo Nacional de Historia Japonesa.

A finales del siglo IV, el clan Yamato se estableció en la llanura de Nara con un considerable control sobre las zonas circundantes. Se intercambiaron enviados diplomáticos con los Tres Reinos de Corea y los gobernantes chinos. El Nihonshoki afirmó que el clan Yamato era incluso lo suficientemente fuerte como para haber enviado un ejército contra el poderoso estado de Goguryeo, quienes en su momento dominaban la península de Corea. 
Para ese entonces, el Japón de los Yamato mantenía estrechas relaciones con el reino Baekje del sudoeste coreano, del cual recibió el budismo y la escritura china. Luego, cuando Baekje solicitó ayuda a los japoneses, fueron derrotados por una alianza entre la China Tang y Silla en la Batalla de Baekgang en 663. 
Como resultado, los japoneses fueron expulsados de la península coreana. Para defender el archipiélago japonés, fue construida una base militar en Dazaifu, Fukuoka de Kyushu.
Cerca del fin del periodo Heian, los samuráis se convirtieron en una poderosa fuerza política, comenzando así el período feudal.

### Período Yamato (250 - 710)
El antiguo Japón tenía vínculos muy estrechos con la Confederación Gaya de la península de Corea, así como con el reino coreano de Baekje. Gracias a la abundancia de mineral de hierro en esa región, Gaya exportó grandes cantidades armaduras de hierro y armas a Wa.
En 552, el gobernante de Baekje le pidió a los Yamato que lo ayudaran contra sus enemigos, los vecinos Silla y sus aliados, la dinastía Tang de China. Junto a sus emisarios a la corte Yamato, el rey Baekje envió imágenes de bronce de Buda Gautama, algunas escrituras budistas, y una carta alabando al Budismo. Estos regalos despertaron un enorme interés a los japoneses por el budismo.
La Batalla de Baekgang (白村江) tuvo lugar en el año 663, cerca de la conclusión del período de los Tres Reinos de Corea. El Nihonshoki registra que Yamato envió 32.000 soldados y 1.000 buques de apoyo a Baekje en contra de la fuerza Silla-Tang. Sin embargo, estos buques fueron interceptados por una flota de Silla-Tang y sufrieron una derrota. 
Baekje, sin ayuda y rodeado por Silla y Tang en tierra, se derrumbó. Una Silla hostil (Silla era rival de Baekje, y como dicho reino tenía una estrecha relación con Japón, vieron a Japón también como un rival y eran hostiles a los nipones) impidió a Japón tener más contacto significativo con la península de Corea hasta más adelante en la historia.

### Período Nara (710 - 794)
En casi todas las formas, el período Nara fue el comienzo de la cultura japonesa como la conocemos hoy en día. Fue en este período que en Japón se afirmó el Budismo, el sistema chino de escritura, y la ceremonia del té. El país estaba unido y gobernado centralmente por primera vez, y fueron sentados gran parte de los fundamentos del sistema feudal.
Si bien gran parte de la disciplina, armas, armaduras, y la técnica de los samuráis probablemente no estaban aún desarrollados, esta época significó el principio de la creación del guerrero feudal japonés. Arqueros montados, espadachines, y lanceros lucharon con armas no muy diferentes a las de cualquier otra cultura, en cualquier parte del mundo, y con el mismo nivel de tecnología.
Disputas por la sucesión eran frecuentes en este período, al igual que en la mayoría de los períodos posteriores, y el período de Nara vio también el primer Shogun, Otomo no Yakamochi.

### Período Heian (794 - 1185)

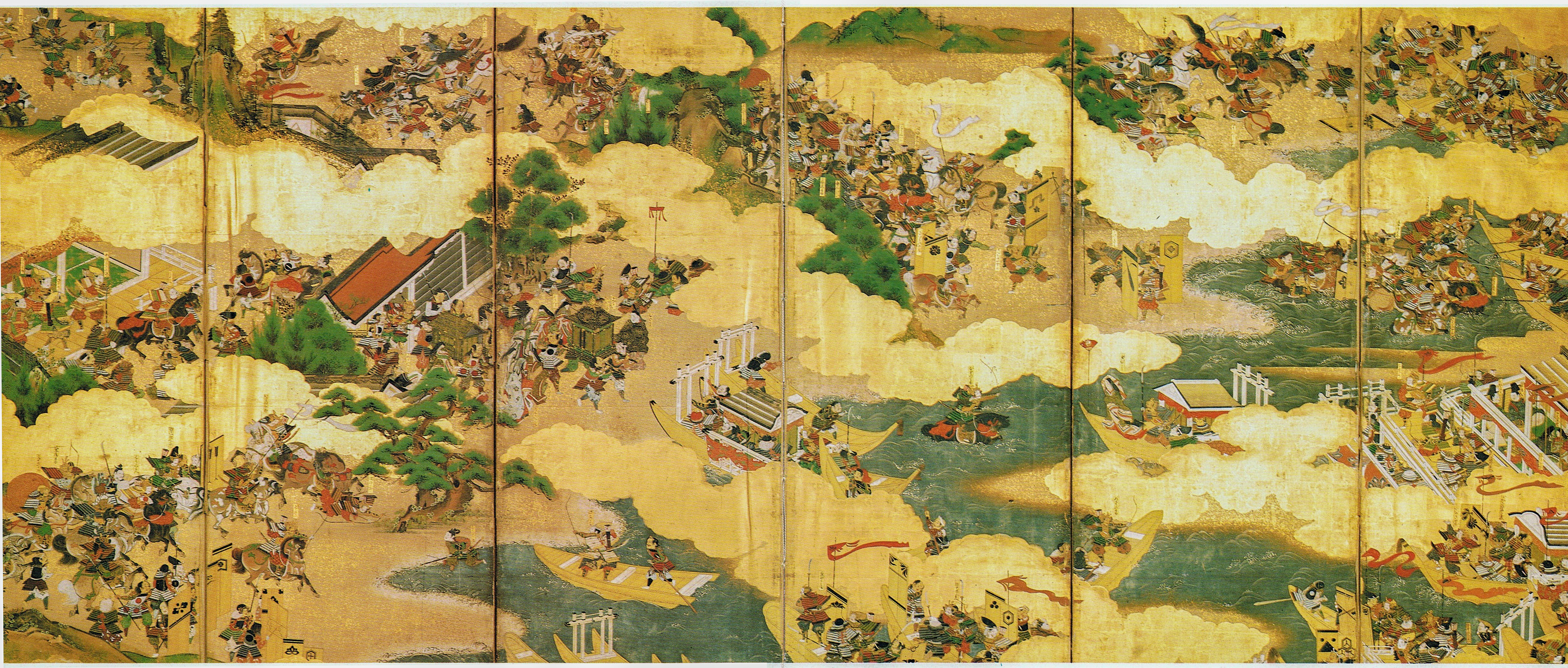
Escena de la Guerra Genpei (imagen del).

El período Heian, militarmente, consistió principalmente en conflictos y batallas entre clanes samurái por poder político e influencia, sobre todo por el control sobre la línea de sucesión al Trono del Crisantemo.  
La familia imperial luchó contra el mando del clan Fujiwara, que casi exclusivamente monopolizó el cargo de regente (Sesshō y Kampaku). 
Los conflictos feudales por la tierra, el poder político y la influencia finalmente culminaron en la Guerra Genpei entre el clan Taira y el clan Minamoto, y un gran número de pequeños clanes aliados con un lado o del otro. El fin de la Guerra Genpei significó el fin de Heian y el comienzo del periodo Kamakura.
Durante este período, los samurái eran todavía, en gran parte, principalmente arqueros, antes que espadachines. Casi todos los duelos y batallas se iniciaron con un intercambio de flechazos, antes de entrar en combate con espada y daga.
Los conflictos del siglo XII, particularmente la Guerra Genpei, y el establecimiento del shogunato Kamakura que le siguió, marcaron el ascenso de la clase samurái en la nobleza cortesana (kuge). Los shogunatos, esencialmente gobiernos militares, dominarían la política japonesa por casi setecientos años (1185-1868), sometiendo el poder del emperador y de la Corte.
En el aspecto militar, este período también marca un cambio fundamental de un estado japonés, que fue relativamente unido en forma pacífica contra las amenazas externas, a otro que no temía la invasión y en su lugar se centró en la división interna y los enfrentamientos entre facciones dentro de la sociedad. 
Excluyendo las invasiones mongolas del siglo XIII, Japón no se enfrentaría a considerables amenazas externas hasta la llegada de europeos en el siglo XVI, y por lo tanto, la historia militar premoderna de Japón es definida no por guerras con otros estados, sino más bien por conflictos internos.

## Japón Feudal
Este período está marcado por la salida de batallas como torneos, y el paso a enfrentamientos masivos de clanes por el control de Japón. En el periodo Kamakura, Japón rechazó con éxito las invasiones mongolas y comenzó un cambio hacia ejércitos de reclutas con un núcleo de samuráis como una fuerza de élite y comandantes. 
Después de aproximadamente cincuenta años de encarnizada lucha por el control de la sucesión imperial, el período Muromachi en el Shogunato Ashikaga vio un breve periodo de paz antes de que los sistemas tradicionales de administración en el marco del Tribunal de Justicia se derrumbaran. 
Los gobernadores provinciales y otros funcionarios durante el gobierno imperial se transformaron en una nueva clase de daimyo (señores feudales), y llevando al archipiélago a un período de 150 años de díscola desunión y guerra.

### Período Kamakura (1185 - 1333)

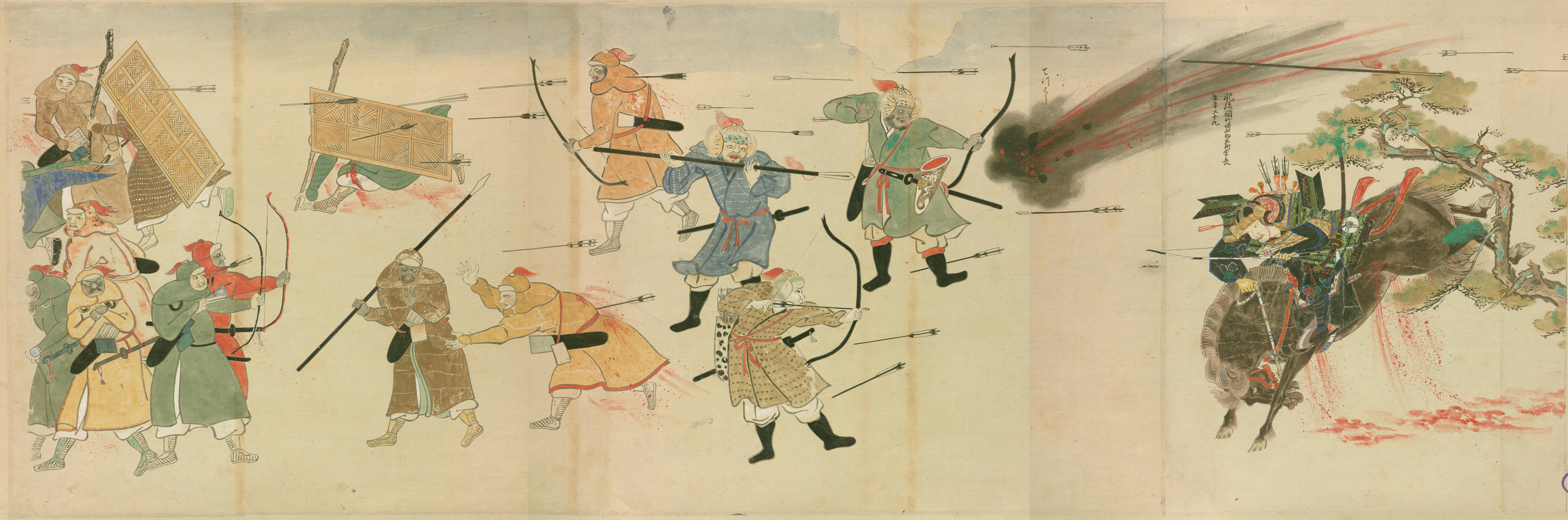
El samurái Suenaga enfrentándose a los mongoles durante las invasiones de los mongoles a Japón. Mōko Shūrai Ekotoba (蒙古襲来絵詞), circa 1293.

Después de haber sometido a sus rivales, el clan Taira, el clan samurái Minamoto estableció el shogunato Kamakura, que trajo consigo un período de paz. Las únicas batallas libradas entre japoneses en este periodo, antes de las que trajeron consigo la caída del shogunato, consistieron en agentes de Minamoto suprimiendo rebeliones o hechos similares.
Los Mongoles, que controlaban China en ese tiempo bajo la dinastía Yuan, intentaron invadir Japón dos veces en el año 1200, marcando los acontecimientos militares más importantes del periodo Kamakura, y dos de las muy pocas tentativas de invasión a Japón en el 2.º milenio. A principios de octubre de 1274, la batalla de Bun'ei comenzó con una fuerza combinada de mongoles y coreanos tomando Tsushima, y luego atacando Kyūshū, desembarcando en la bahía de Hakata. 
El 19 de octubre, perdieron muchas naves de batalla debido a un tifón y las tropas restantes se fueron en retirada. Anticipando un segundo asalto, el shogunato organizó la construcción de muros y fortalezas a lo largo de la costa, y reunió fuerzas para defenderse de futuras invasiones. 
Un segundo intento de invasión se hizo en 1281, en lo que ha llegado a ser conocido como la Batalla de Kōan; las fuerzas dirigidas por los mongoles se retiraron después de perder numerosos buques, debido una vez más a un tifón.
El equipo, tácticas y actitud militar de los samuráis y sus oponentes, los mongoles, eran muy diferentes, y aunque ambas invasiones fracasaron miserablemente, su impacto en la evolución y los cambios en la técnica de batalla samurái fueron muy importantes. El samurái se mantuvo unido a las ideas de un combate singular, el de la batalla entre guerreros honorables individuales, y algunos elementos rituales de la batalla, como realizar una serie de intercambios de tiro con arco, antes de entrar en lucha mano a mano. 
Los mongoles, por supuesto, no sabían nada de las convenciones japonesas, y eran sin duda mucho más organizados en sus tácticas de ataque. Ellos no seleccionaban oponentes individuales con quien tener duelos honorables, más bien, avanzaban cabalgando, con varias armas de pólvora y el famoso arco mongol, atacando líneas enemigas y matando a la mayor cantidad de enemigos que podían sin importarles los protocolos de batalla japoneses. 
Aunque el tiro con arco y el combate montado eran piezas centrales de las tácticas de guerra japonesa en ese entonces, los mongoles son famosos hasta el día de hoy por su excepcional habilidad en esas áreas. La forma en que las técnicas y actitudes de los samuráis fueron afectadas en forma directa por estas experiencias, y su alcance, son difíciles de definir, pero fueron, sin lugar a duda, significativas.

### Período Muromachi (1336 - 1467)
El shogunato cayó a raíz de la Guerra Genkō de 1331, un levantamiento en contra del shogunato, organizado por el emperador Go-Daigo. Tras un breve periodo bajo control imperial, el shogunato Ashikaga se estableció en 1336, y una serie de conflictos conocidos como las guerras Nanboku-chō comenzaron. Por más de cincuenta años, el archipiélago se vio envuelto en disputas por el control de la sucesión imperial, y por lo tanto, del país.
Las batallas se hicieron más grandes en este período, y fueron menos ritualizadas. A pesar de que los combates individuales y otros elementos del ritual y la batalla se mantuvieron honorables, empezaron a surgir estrategias y tácticas organizadas bajo los comandantes militares, junto con un mayor grado de organización de las formaciones y las divisiones dentro de los ejércitos. 
Fue en este período que surgieron las técnicas de forja de armas creando las llamadas hojas de "acero japonés", flexibles y extremadamente duras y afiladas, la katana, e innumerables armas blancas similares o relacionadas aparecieron en este momento y dominaron las armas japonesas, relativamente sin cambios, hasta mediados del siglo XX. Como resultado, fue también durante este período que el cambio de samurái de arqueros a espadachines comenzó de una manera significativa.

### Período Sengoku (1467 - 1603)

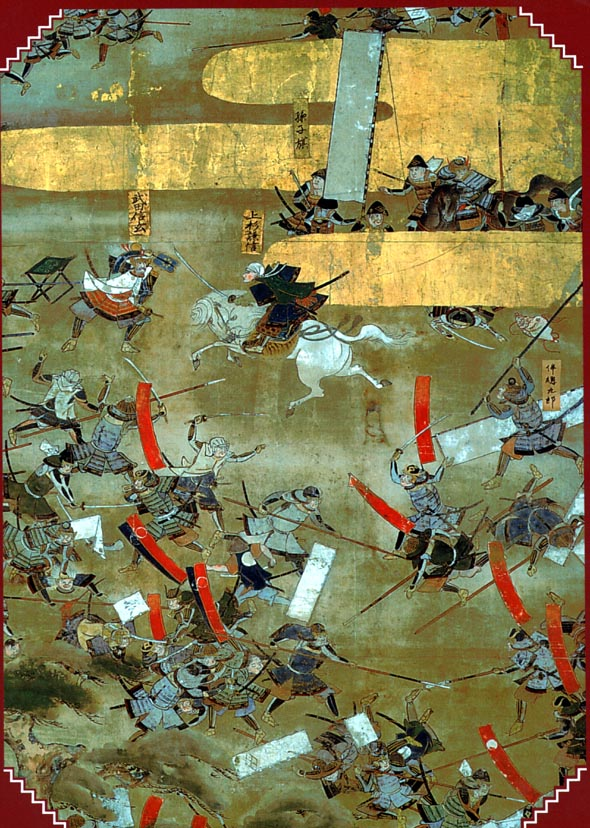
Cuarta Batalla de Kawanakajima (1561)

Menos de un siglo después del fin de las guerras Nanboku-chō, la paz bajo el relativamente débil shogunato Ashikaga, fue destruida por el estallido de la Guerra Ōnin, aproximadamente diez años de lucha que verían la conversión de la capital de Kyoto en un campo de batalla, y una ciudad fortificada que sufrió una destrucción muy intensa.
La autoridad del shogunato y la corte imperial colapsaron, y los gobernadores provinciales (shugo) y otros líderes locales samurái surgieron como daimyos que lucharían entre sí, contra facciones religiosas (como por ejemplo el Ikkō-ikki) y contra otros por tierra y poder por los próximos 150 años aproximadamente. 
El período se llegó a conocer como Sengoku (戦国), tras el periodo de los Reinos Combatientes en la historia china antigua. Más de cien dominios se enfrentaron y pelearon en todo el archipiélago, librando algunas de las batallas más grandes de la historia premoderna, significando el levantamiento y caída de numerosos clanes y constantes cambios en las fronteras.
Muchos eventos y avances importantes tuvieron lugar durante este período, yendo desde avances en el diseño de castillos hasta la llegada de la carga de caballería; desde el desarrollo de estrategias de campaña a gran escala, hasta los importantes cambios provocados por la introducción de armas de fuego.
Las composiciones de los ejércitos cambió, además de hacerse más estratégicos; masas de ashigaru (soldados de infantería), armados con largas lanzas (yari) cumplían un rol de apoyo para los samuráis montados a caballo, arqueros, y más tarde, artilleros. Las tácticas de asedio y artillería fueron muy raras, manteniéndose así hasta la era moderna, al igual que las batallas navales, las cuales apenas consistían en el uso de embarcaciones para trasladar tropas dentro del rango del arco o arcabuz, y luego en la lucha mano a mano.
El clan Hōjō, establecido en Kantō y sus alrededores, fue de los primeros en establecer redes de castillos satélites, y el uso conjunto de estos castillos, tanto para defensa como para ataques coordinados. Los Takeda, bajo el mando de Takeda Shingen, desarrolló el equivalente japonés de la carga de caballería; y aunque el debate continúa en la actualidad en cuanto a la fuerza de sus cargas, y la idoneidad del término, en comparación con las cargas de caballería occidental; es evidente, a partir de fuentes contemporáneas, de que se trataba de un desarrollo revolucionario, y poderoso contra defensores que no estaban acostumbradas a la misma. 
Batallas de especial interés o importancia son demasiado numerosas para mencionarlas todas, pero basta decir que en este período se produjo un gran número de cambios estratégicos y tácticos, y algunos de los más largos asedios y batallas más grandes en la historia del mundo premoderno.

### Período Azuchi-Momoyama (1568 - 1600)

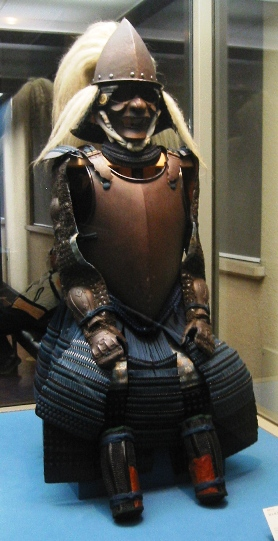
Armadura samurái Nanban de estilo occidental, siglo 16.

Este período, llamado así por la creciente importancia de los castillos convertidos en ciudades, está marcado por la introducción de armas de fuego, después del contacto con los portugueses, y un impulso más hacia la batalla sin cuartel, alejándose de los combates individuales y las influencias de los conceptos del honor personal y la valentía.
El arcabuz fue introducido en Japón por portugueses que se encontraban a bordo de un barco chino que se estrelló en la pequeña isla de Tanegashima, en la parte más meridional del archipiélago japonés, en 1543. 
Aunque luego de su introducción no se observaron efectos particularmente dramáticos durante varias décadas, por la década de 1560, miles de armas de pólvora estaban en uso en Japón, y comenzaron a tener efectos revolucionarios en las tácticas de batalla y estrategias japonesas, las composiciones de los ejércitos, y la arquitectura de los castillos.
En la Batalla de Nagashino de 1575, en la que unos 3.000 arcabuceros encabezados por Oda Nobunaga destruyeron las filas de miles de samurái, es uno de los principales ejemplos del efecto de estas armas. Al ser muy imprecisas, y tomar mucho tiempo para recargar, los arcabuces, o teppō (鉄砲) como se les llama en japonés, no ganaban batallas por sí solos. 
Oda Nobunaga, Toyotomi Hideyoshi, y otros comandantes, sin embargo, concibieron tácticas que perfeccionaron su uso obteniendo la mayor ventaja posible. En Nagashino, artilleros de Nobunaga se escondieron detrás de barricadas de madera, incrustadas con grandes clavos de madera para protegerse de la caballería, y se turnaron para disparar y recargar.
Así como en Europa, los debilitantes efectos de la pólvora mojada (y por ende prácticamente inútil) fueron decisivos en un gran número de batallas. No obstante, una de las principales ventajas del arma fue que, a diferencia de los arcos que exigen, en lo posible, años de formación que era en gran medida solo disponible para la clase samurái aristocrática, las armas podrían ser utilizadas por el lacayo sin mucho entrenamiento. 
Los samuráis se mantuvieron apegados a sus espadas y sus arcos, con la participación en caballería o infantería tácticas, mientras que los ashigaru cargaban con las armas de fuego. Algunas facciones militantes budistas, comenzaron a producir armas de fuego en las fundiciones normalmente empleadas para las campanas de bronce de los templos. 
De esta manera, el Ikkō-ikki, un grupo de monjes y laicos fanáticos religiosos, convirtieron su catedral-fortaleza de Ishiyama Honganji en una de las fortalezas más defendidas del país. De esta manera, el ikki y un puñado de otras facciones religiosas militantes se presentaron como importantes fuerzas en sí mismas, y libraron feroces batallas contra algunos de los principales generales y clanes samurái en el archipiélago.
Aunque las batallas Sengoku continuaron como lo habían hecho durante el siglo anterior, se fueron volviendo más y más tácticamente complejas, siendo en este tiempo que muchos "estados guerreros" comenzaron a unirse, primero bajo Oda Nobunaga, luego bajo Toyotomi Hideyoshi, y finalmente bajoTokugawa Ieyasu.
En 1592 y 1598 Toyotomi Hideyoshi organizó un ejército y armada de 160,000 hombres[cita requerida] para la conquista de la dinastía Ming en China a través de Corea, luego de que esta no permitiese a tropas japonesas marchar a través de allí. Japón logró ocupar Corea en tres meses. 
No obstante, un ejército Chino fue enviado a la península a solicitud del rey coreano. Pese a que la caballería china se vio abrumada por los francotiradores japoneses, guerrillas coreanas lograron cortar sus líneas de suministro. En poco tiempo, se volvió imposible para Japón mantener la ocupación de la península coreana. Luego de la muerte de Hideyoshi, el Consejo de los Cinco Regentes ordenó al resto de las fuerzas japonesas en Corea a retirarse.
Tokugawa Ieyasu, uno de los regentes, tomó el control de la mayor parte de las fuerzas del exlíder. En 1600 ganó la batalla de Sekigahara y solidificó su dominio. En 1603, recibió el título de shogun, convirtiéndose en el gobernante nominal de todo el país.

### Período Edo (1603 - 1867)
Este período fue una de relativa paz bajo la autoridad del shogunato Tokugawa. La imposición forzosa de la paz, a través de una serie de medidas que debilitaron los daimyo y se garantizaba su lealtad al shogun, mantuvo este estado. La paz de Tokugawa se rompió solo en raras ocasiones y brevemente antes de la violencia que rodeó la Restauración Meiji de 1860.
El asedio de Osaka, que tuvo lugar en 1614-15, fue esencialmente el último suspiro de Toyotomi Hideyori, heredero de Hideyoshi, y una alianza de clanes y otros elementos que se oponían al shogunato. Una batalla samurái a gran escala, en términos de estrategia, la escala, los métodos agrícolas, así como las causas políticas detrás de ella, se considera el conflicto final del período Sengoku. Además del asedio de Osaka, y los conflictos posteriores de la década de 1850 de 60 años, la violencia en el periodo. 
Edo se limitó a pequeñas escaramuzas en las calles, rebeliones campesinas, la ejecución de restricciones marítimas y la prohibición del Cristianismo impuesta en la década de 1630-40s. La difusión del cristianismo, y los misioneros portugueses que llegaron a Japón desde Occidente con los comerciantes chinos, fueron vistos como amenazas a la unidad y la estabilidad del estado de Tokugawa. Con algunas excepciones muy particulares, los extranjeros se les prohibió ingresar a las partes interiores del archipiélago, y los cristianos fueron perseguidos. 
Esto, junto con las hambrunas y otras dificultades más adelante en el periodo Edo trajeron consigo una serie de rebeliones y levantamientos, la mayor y más famosa de los cuales fue la Rebelión de Shimabara de 1638. En la parte norte del país, la isla de Hokkaido fue poblada por campesinos Ainu y colonos japoneses. En 1669 un líder Ainu lideró una rebelión en contra del clan Matsumae que controlaba la región, siendo esta la revuelta más grande en contra del control japonés de la región. En 1789, otra rebelión Ainu, la rebelión Menashi-Kunashir, fue aplastada.

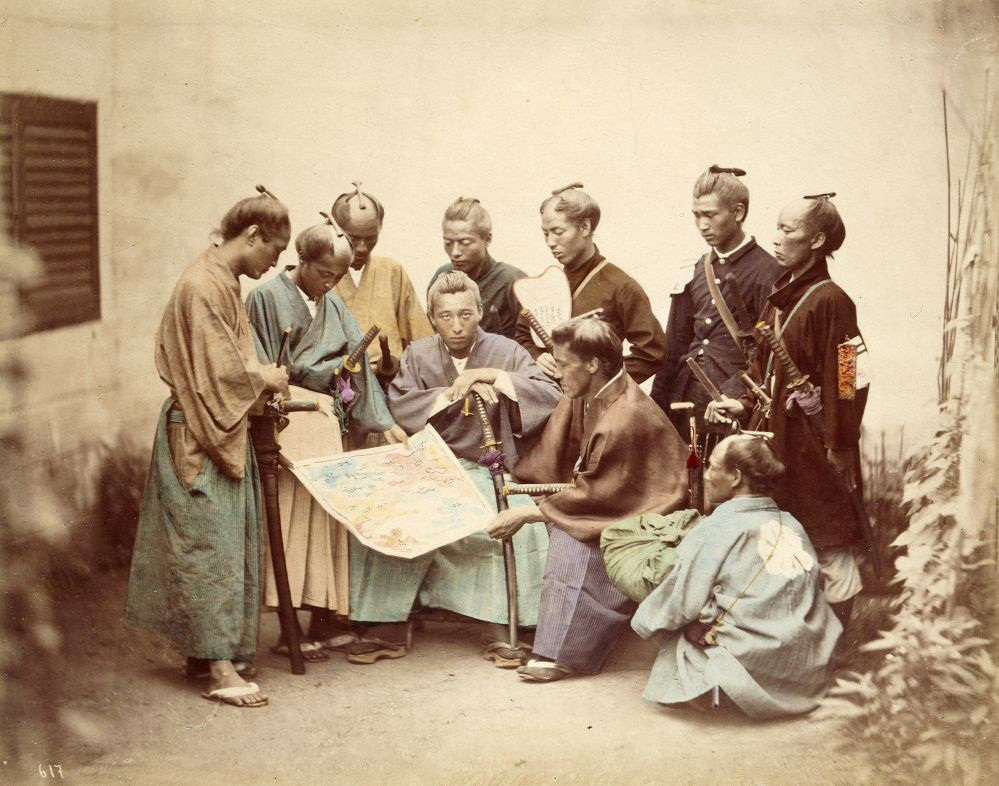
Samurái del clan Satsuma, durante el periodo de la Guerra Boshin, hacia 1867. Fotografía de Felice Beato

La aparición de la diplomacia de cañonero en el Japón de la década de 1850, y la obligada "apertura de Japón" por las fuerzas occidentales relevó la debilidad del shogunato y provocó su desplome. Aunque el fin del shogunato y el establecimiento de un gobierno imperial al estilo occidental fue manejado de forma enteramente pacífica, a través de peticiones políticas y similares, los años en torno al acontecimiento no fueron una revolución sin derramamiento de sangre por completo. 
Tras la conclusión formal del shogunato, la Guerra Boshin (戊辰戦争 Boshin Sensō, literalmente "Guerra del Año del Dragón") tuvo lugar en 1868-1869 entre el ejército de Tokugawa y una serie de facciones de fuerzas nominalmente pro-imperiales para tomar el poder y llenar el vacío que se había creado.

## Época moderna
Después de una larga paz, Japón se rearmó a través de la importación de armas occidentales, a continuación, fabricando armas occidentales, y finalmente fabricando armas de diseño japonés. Durante la guerra ruso-japonesa (1904-1905), Japón se convirtió en el primer país asiático desde los mongoles de Genghis Khan en ganar una guerra contra una nación europea.  En 1902 se convirtió en la primera nación asiática en firmar un pacto de defensa mutua con una nación europea, Gran Bretaña.
Japón también fue la última gran potencia en participar en la competencia por la colonización mundial. Muy comprometida debido a su industria aún en desarrollo, Japón comenzó una guerra contra los Estados Unidos durante la Segunda Guerra Mundial con menos de una décima parte de la capacidad industrial de los EE. UU.
Japón nunca ha participado en una gran guerra como combatiente después de haber sido derrotado en la Segunda Guerra Mundial. A pesar de que Japón mantiene una fuerza de defensa potente, su constitución, originalmente establecida de acuerdo a las directrices del general Douglas MacArthur en 1945, de manera formal renuncia a la guerra y el uso de la fuerza militar de modo agresivo u ofensivo. Japón también mantiene una política en contra la exportación de material militar. Además, Japón es el único país con un programa de exploración espacial que no cuenta con armas nucleares.

### Periodo Meiji

#### Establecimiento del ejército moderno
En 1873, el gobierno imperial promulgó la ley de reclutamiento y estableció el Ejército Imperial Japonés. Como las diferencias de clase estaban casi eliminadas con los intentos de modernizar y crear una democracia representativa, los samurái perdieron su estatus como la única clase con obligaciones militares. Una representación sensacionalista de esto puede verse en El último samurái con Tom Cruise y Ken Watanabe.

#### Primera guerra sino-japonesa (1894-1895)
La primera guerra sino-japonesa se luchó contra las fuerzas de la dinastía Qing de China en la península de Corea, Manchuria, y la costa de China. Fue el primer gran conflicto entre el Japón y un poder militar extranjero en los tiempos modernos.

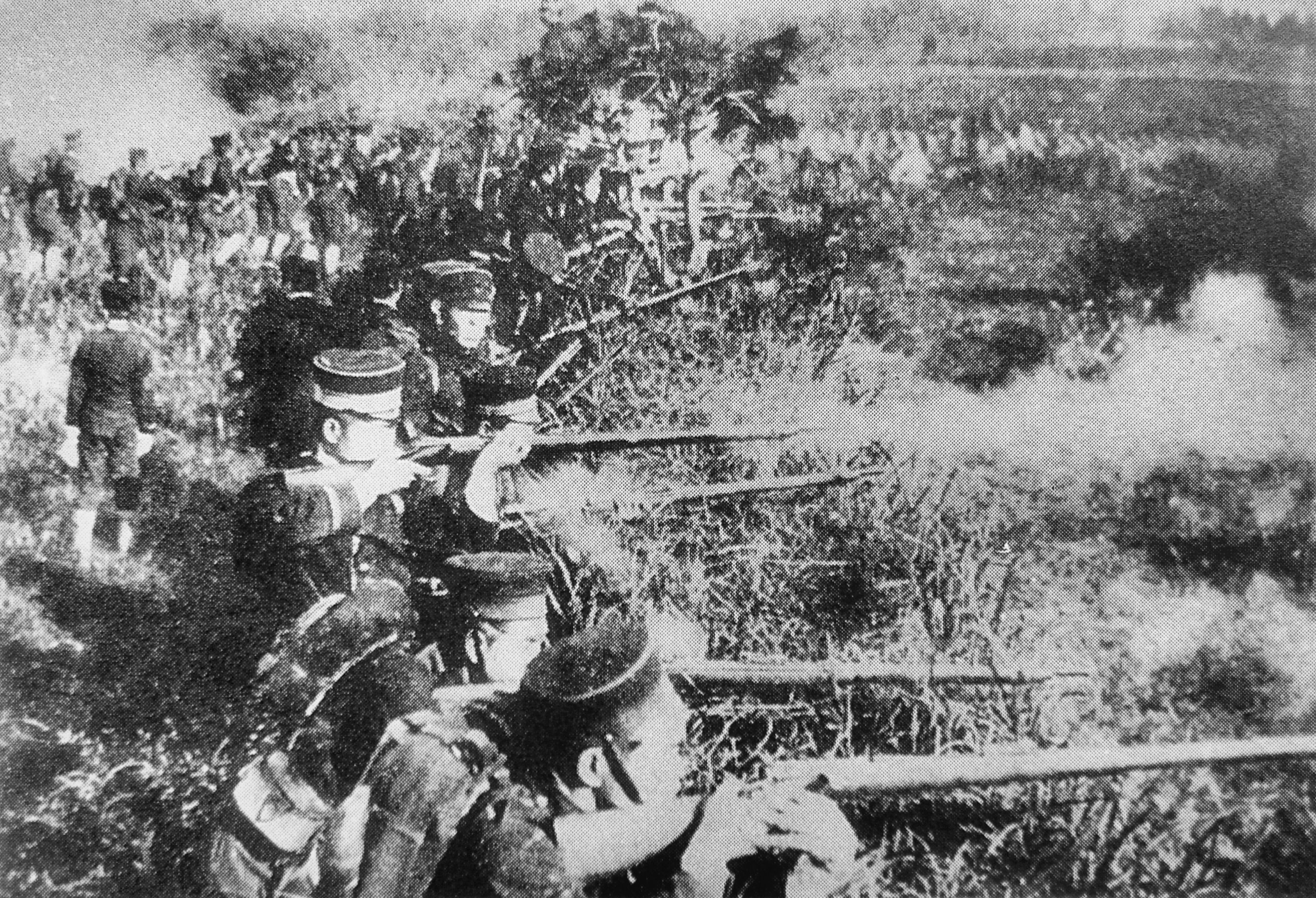
Tropas japonesas durante la guerra sino-japonesa.

El Tratado de Shimonoseki (下関条約 Shimonoseki Jyoyaku?) firmado entre Japón y China puso fin a la guerra. A través de este tratado, Japón obligó a China a abrir los puertos para el comercio internacional y cedió la parte sur de la provincia de Liaoning de China, así como la isla de Taiwán a Japón. 
China también tuvo que pagar una indemnización de guerra de 200 millones de Kuping taels. Como resultado de esta guerra, Corea dejó de ser un estado tributario de China, pero cayó en la esfera de influencia de Japón. Sin embargo, muchos de los logros materiales de esta guerra fueros perdidos por Japón a causa de la Triple Intervención.

#### Invasión japonesa de Taiwán (1895)
La ocupación japonesa de Taiwán tuvo una fuerte resistencia por parte de los diversos intereses en la isla, y se terminó después de una campaña militar a gran escala que requirió el compromiso de la División de la Guardia Imperial y la mayoría de las divisiones provinciales 2 y 4. 

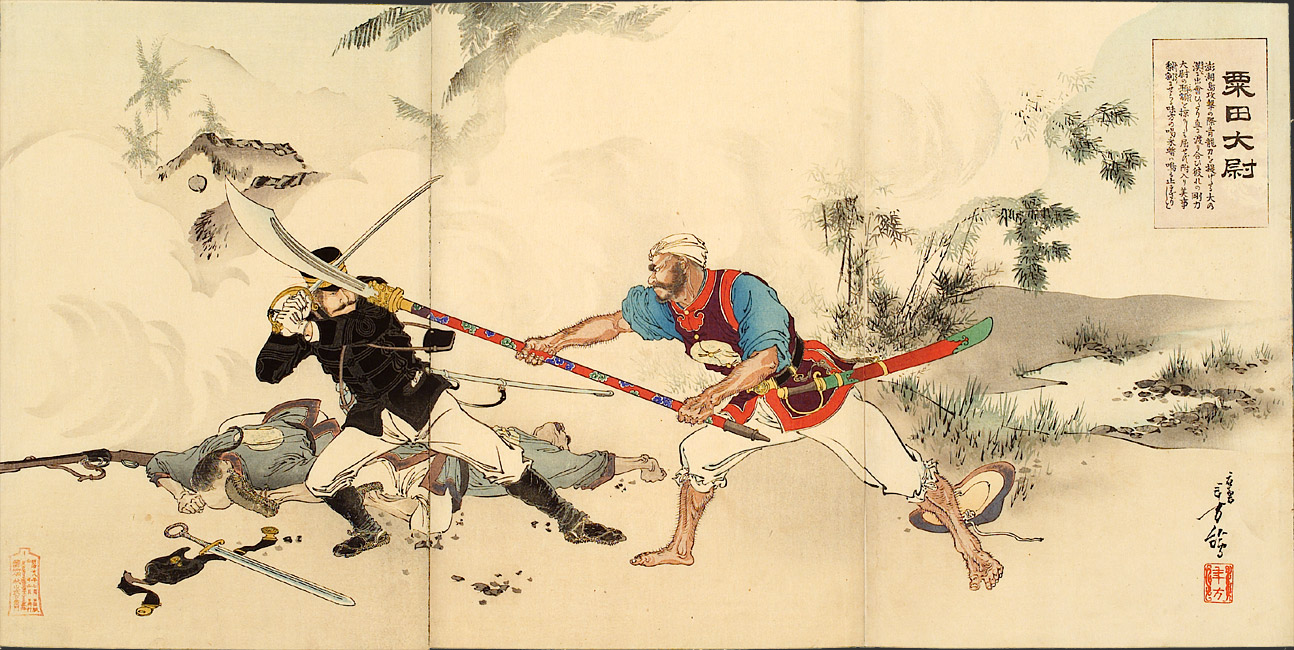
Una pintura japonesa mostrando un guerrero taiwanés atacando a un oficial japonés con una lanza.

La campaña se inició a finales de mayo 1895 con un desembarco japonés en Keelung, en la costa norte de Taiwán, y terminó en octubre de 1895 con la captura japonesa de Tainan, la capital de la autoproclamada República de Formosa. Los japoneses derrotaron formaciones regulares de China y Formosa con relativa facilidad, pero sus columnas en marcha fueron acosadas a menudo por las formaciones guerrilleras. 
Los japoneses respondieron con represalias brutales, y la resistencia esporádica a su ocupación de Taiwán continuó hasta 1902.

#### Guerra ruso-japonesa
La victoria de Japón en la guerra ruso-japonesa de 1904-1905 marca el surgimiento de Japón como una potencia militar. Japón demostró que podía aplicar la tecnología occidental, disciplina, estrategia y tácticas en una guerra efectiva.

### Periodo Taisho - Primera Guerra Mundial
1914: Japón era miembro de los aliados durante la Primera Guerra Mundial y fue recompensado con el control de las colonias alemanas en el Pacífico. Las fuerzas japonesas de 70.000 efectivos también intervinieron en Rusia durante la guerra civil rusa, apoyando a las facciones anticomunistas, pero no logró su objetivo y se vio obligado a retirarse. Un pequeño grupo de cruceros y destructores japoneses también participó en varias misiones en el Océano Índico y el Mediterráneo.

### Periodo Showa - Segunda Guerra Mundial
Ya controlando un área directamente alrededor del ferrocarril de Manchuria del Sur, El Ejército Kwantung japonés invadió Manchuria (noreste de China) en 1931, después del Incidente de Mukden, en el que afirmó que había tenido el territorio atacado por los chinos (a pocos metros del ferrocarril de Manchuria del Sur fue destruido en un bombardeo de sabotaje). En 1937, Japón se anexionó el territorio al norte de Pekín y, después del Incidente del Puente Marco Polo, comenzó una invasión a gran escala de China. 

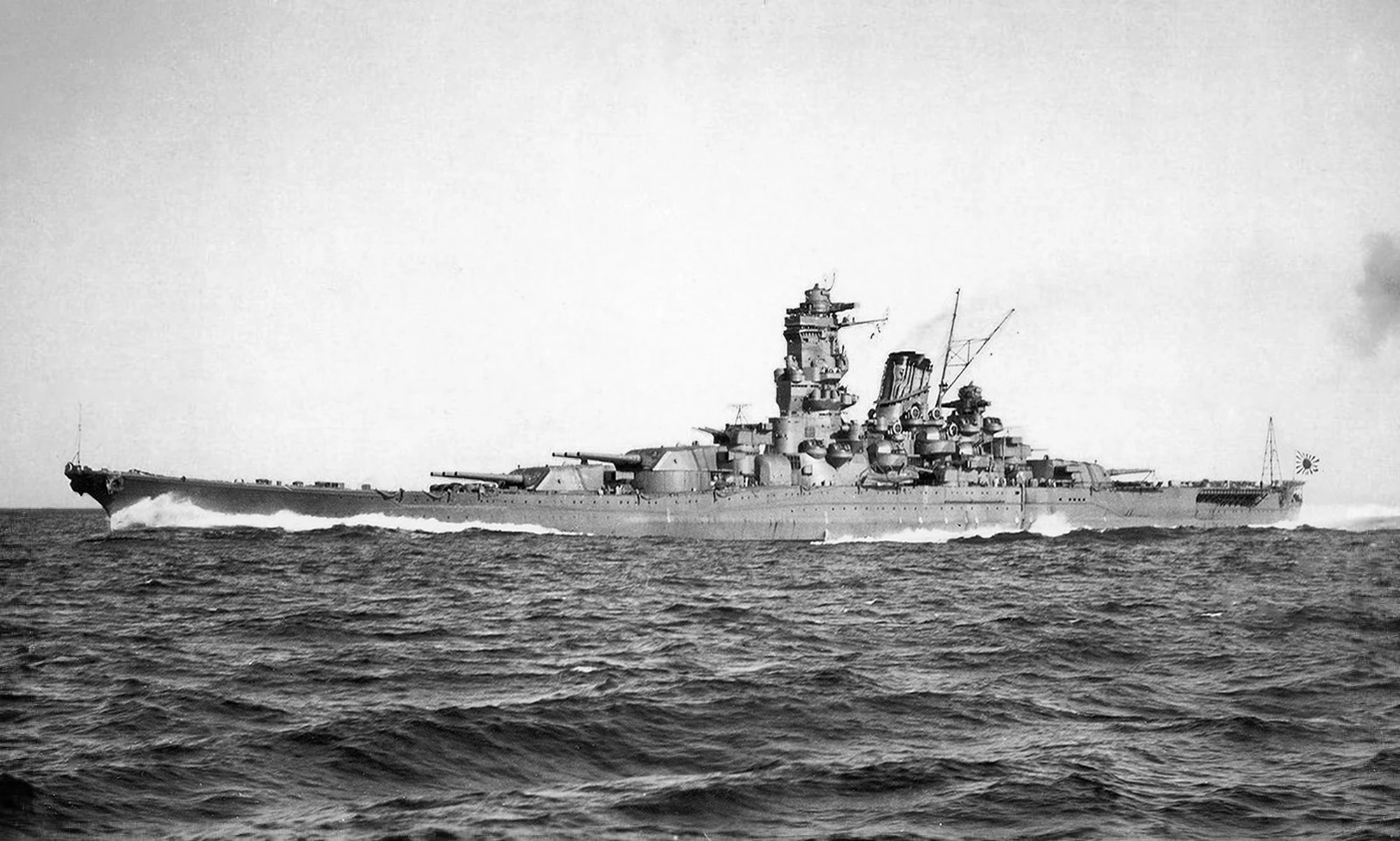
Acorazado Yamato durante sus pruebas de mar (1941)

La superioridad militar japonesa sobre un débil y desmoralizado ejército chino republicano permitió avances rápidos en la costa oriental, lo que lleva a la caída de Shanghái y Nankín (Nankín, entonces capital de la República de China) el mismo año. 
Los chinos sufrieron muchas bajas, tanto militares como civiles. Se estima que 300.000 civiles murieron durante las primeras semanas de la ocupación japonesa de Nankín, durante la masacre de Nankín.
En septiembre de 1940, Alemania, Italia y Japón se convirtieron en aliados en el Pacto Tripartito. Alemania, que había entrenado y suministrado anteriormente al ejército chino, detuvo toda la Cooperación Sino-Alemana (1911-1941), y llamó de vuelta a su consejero militar (Alexander von Falkenhausen). En julio de 1940, Estados Unidos prohibió la distribución de gasolina de aviación a Japón, mientras que el Ejército Imperial Japonés invadió la Indochina francesa y ocuparon sus bases navales y aéreas en septiembre de 1940.
En abril de 1941, el Imperio de Japón y la Unión Soviética firmaron un pacto de neutralidad y Japón aumentó la presión sobre los franceses y las colonias holandesas en el Sudeste de Asia para cooperar en materia económica. Tras la negativa de Japón a retirarse de China (con la exclusión de Manchukuo) e Indochina, los Estados Unidos, Gran Bretaña y los Países Bajos impusieron, el 22 de julio de 1941, un embargo sobre la gasolina mientras que los envíos de desechos de metal, acero y otros materiales habían cesado casi por completo. Mientras tanto, el apoyo económico estadounidense a China comenzó a aumentar.
Tras el ataque a Pearl Harbor y en contra de varios otros países el 7 de diciembre de 1941, los Estados Unidos, Reino Unido y los demás aliados declararon la guerra; convirtiéndose así la segunda guerra sino-japonesa en parte del conflicto global de la Segunda Guerra Mundial. Inicialmente las fuerzas japonesas experimentaron un gran éxito contra las fuerzas aliadas en el Pacífico y Sudeste de Asia, con la captura de Tailandia, Hong Kong, Malasia, Singapur, las Indias Holandesas, las Filipinas y muchas Islas del Pacífico. 
Ellos también hicieron grandes ofensivas en Birmania y ataques aéreos y navales contra Australia. Los aliados cambiaron el curso de la guerra en el mar a mediados de 1942, en la batalla de Midway. las fuerzas japonesas terrestres continuaron avanzando en las campañas de Nueva Guinea y Islas Salomón pero sufrieron importantes derrotas y/o se vieron obligados a retirarse en las batallas de Milne Bay, Kokoda Track y Guadalcanal.
De 1943 en adelante, duros combates en las batallas de Buna-Gona, Tarawa, el Mar de Filipinas, el golfo de Leyte, Iwo Jima, Okinawa, y otros causaron víctimas terribles, sobre todo en el lado japonés, produciendo más retiradas japonesas. Muy pocos japoneses acabaron en campos de prisioneros de guerra, esto puede haberse debido a la renuencia de los soldados japoneses a rendirse. La brutalidad del conflicto es ejemplificado por las tropas de EE. UU. de tomar partes de cuerpos de soldados japoneses muertos como "trofeos de guerra" o "recuerdos de guerra" y canibalismo japonés.
A lo largo de la guerra del Pacífico, los militares japoneses estuvieron involucrados en crímenes de guerra, en particular, el maltrato a los prisioneros de guerra y civiles, en una escala comparable a la de Alemania nazi. Se estima que alrededor de 6 millones de personas fueron asesinadas por las fuerzas japonesas, principalmente civiles chinos. Estos números están en disputa ya que entre 1939-1945, se estima un alza de 16 millones de civiles que llegaron a ser heridos solo en China. Este sería el más grande de víctimas civiles en cualquier país.
El maltrato de prisioneros aliados mediante el trabajo forzoso y la brutalidad recibió amplia cobertura en occidente. Aunque otros temas, como los experimentos en humanos y armas biológicas y las Mujeres de confort fueron menos difundidos. Muchos piensan que el gobierno japonés no ha reconocido el sufrimiento causado y en particular la enseñanza de la historia en las escuelas ha causado protesta internacional.
El 6 y 9 de agosto de 1945, los EE. UU. lanzaron dos bombas atómicas, sobre Hiroshima y Nagasaki respectivamente. Más de 200.000 personas murieron como resultado directo de estos dos bombardeos, a lo que siguió la entrada de la Unión Soviética en la guerra contra Japón.
Japón se rindió el 15 de agosto de 1945, el acta de rendición oficial se firmó el 2 de septiembre de 1945, en el acorazado USS Missouri en la bahía de Tokio. La rendición fue aceptada por el general Douglas MacArthur como Comandante Supremo Aliado, en representación de cada nación aliada, por parte de una delegación japonesa encabezada por Mamoru Shigemitsu. Una ceremonia de rendición por separado entre Japón y China se celebró en Nankín el 9 de septiembre de 1945.

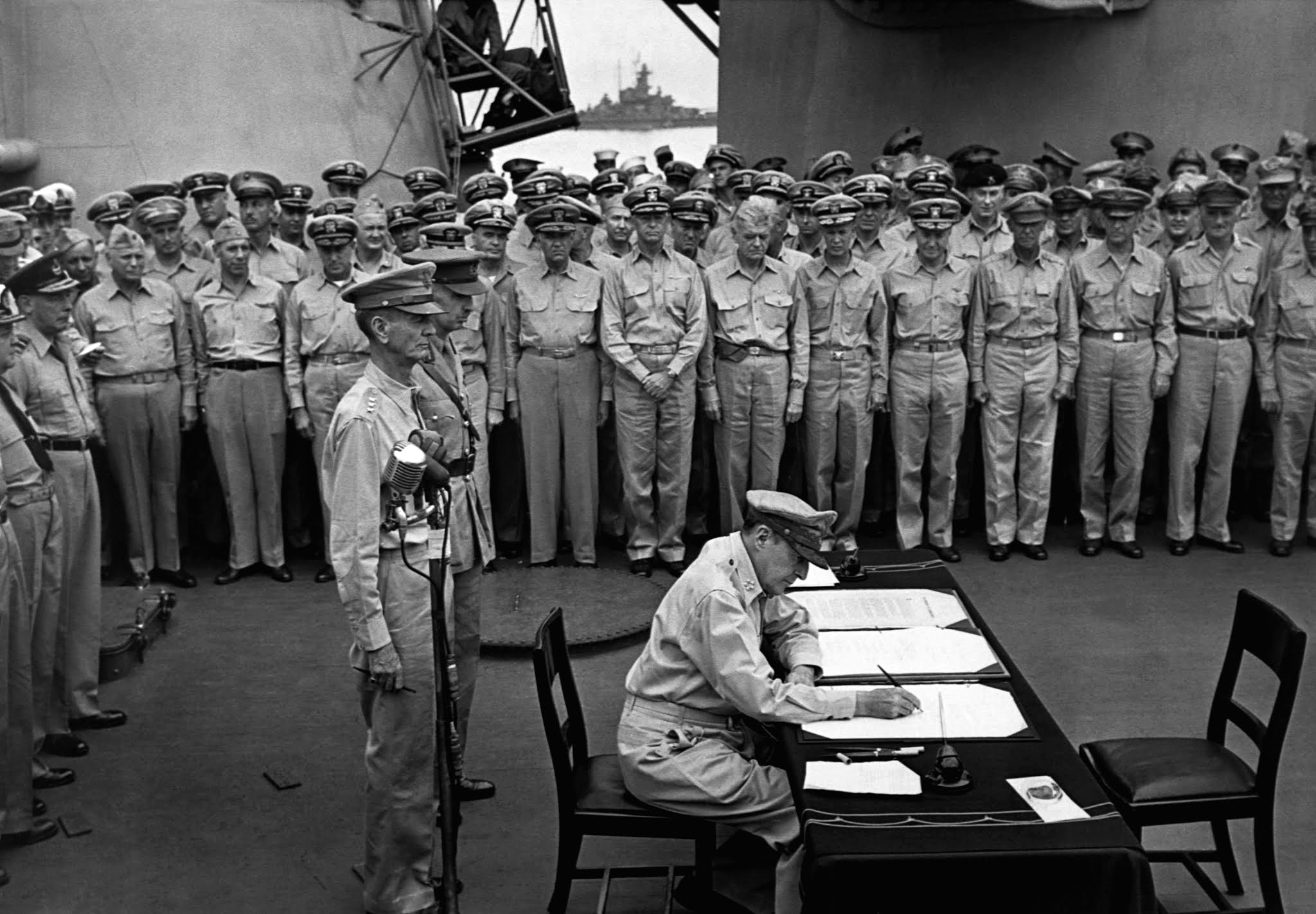
Douglas MacArthur firma la rendición de las fuerzas japonesas en el USS Missouri, 1945-09-02

Después de este período, MacArthur estableció bases en Japón para supervisar el desarrollo de la posguerra del país. Este período en la historia de Japón es conocido como la Ocupación. El presidente norteamericano Harry Truman proclamó oficialmente el fin de las hostilidades el 31 de diciembre de 1946.
En el transcurso de la guerra, Japón mostró muchos avances significativos en tecnología militar, estrategia y táctica. Entre ellos estaban los acorazados clase Yamato, el submarino-portaviones Sensuikan Toku, los cazas Mitsubishi Zero y bombarderos kamikaze.

#### Documentos Atlantis
A veces se afirma que la decisión japonesa de atacar a los aliados era, en gran parte, influenciada por la captura de documentos británicos en lo que respecta a las fuerzas británicas, las defensas de Singapur, códigos, e información sobre Australia y Nueva Zelanda, así como una evaluación de las intenciones de los japoneses. 
Estos documentos fueron capturados por el Hilfskreuzer (crucero auxiliar) alemán Atlantis, el 11 de noviembre de 1940. Otros elementos muestran que el mando militar japonés decidió invadir el territorio aliado como consecuencia de no haber podido defenderse contra las fuerzas soviéticas en 1938-1939 durante el incidente Nomonhan.

### Post-Segunda Guerra Mundial
Tras un periodo de ocupación estadounidense (1945-1952), Japón recuperó su independencia. Japón también fue prohibido de tener un ejército permanente o hacer la guerra por el artículo 9 de su constitución.
Aunque la Constitución japonesa, dice "fuerzas de tierra, mar y aire, así como otro potencial bélico, no se mantendrán " la Jieitai (自衛隊), o Fuerzas de Autodefensa de Japón se crearon poco después del final de la ocupación de EE. UU. La Jieitai es una de las fuerzas armadas más avanzadas tecnológicamente en el mundo y los gastos militares japoneses son los séptimo más altos del mundo. 
Aunque el Tratado de Mutua Cooperación y Seguridad, firmado en 1960, permite la continua presencia de bases militares norteamericanas en Japón, la mayoría de ellas en Okinawa, ningún acuerdo oficial fue establecido mediante el cual Japón oficialmente entregaba sus responsabilidades de defensa a los Estados Unidos, Naciones Unidas, o cualquier otra entidad.
A raíz de la ocupación, se hicieron intentos por algunas administraciones en Japón, en particular, a instancias de los Estados Unidos, para enmendar la Constitución y rearmarse. Sin embargo, un intenso sentimiento popular en contra de esta acción, y en contra de la guerra en general, junto con las actitudes y las agendas de los elementos importantes dentro del gobierno, evitaron esto. En 1967, primer ministro Eisaku Satō esbozó los Tres Principios No Nucleares por el que Japón está en contra de su producción, o la posesión de armamento nuclear. Ideas similares se expresaron varios años más tarde contra la producción y exportación de armas convencionales.
La Dieta de Japón está deliberando una enmienda a la constitución que derogaría el artículo 9, y permitir así a Japón tener capacidad militar de proyección una vez más.
Por el momento, Japón ha desplegado a la Jieitai a ayudar en un número de misiones no bélicas, especialmente las relacionadas con la ayuda humanitaria, como la ayuda a las víctimas del terremoto de Kobe de 1995, prestar apoyo administrativo a la Fuerza Interina de Naciones Unidas en el Líbano (UNIFIL) Batallón Noruego (NORBATT) en la década de 1990, y ayudando a reconstruir Irak.
Algunos japoneses desean tener sus propios militares, debido al temor del creciente poder de China y la hostilidad de Corea del Norte. Afirman que los EE. UU. no ha abordado adecuadamente estos temas, por lo que Japón debe conceder a sí mismo "el poder de defenderse".
En 2004, el entonces Secretario General de las Naciones Unidas Kofi Annan anunció un plan para ampliar el número de puestos permanentes en el Consejo de Seguridad de Naciones Unidas, y Japón busca ganar uno de esos asientos. A pesar del poder económico de Japón y su influencia política, sin embargo, es discutible si un país sin ejército permanente se puede considerar una "potencia mundial" de modo que le sería concedido un puesto permanente en el Consejo. 
Las recientes disputas con los países vecinos como China, Taiwán, Corea del Sur, y Rusia sobre territorios como las Islas Senkaku, Rocas de Liancourt y las Islas Kuriles, así como las acusaciones de blanqueo japonés de la historia en diversas controversias con textos de historia, también han complicado el proceso.